# Riúrik Rostislávich

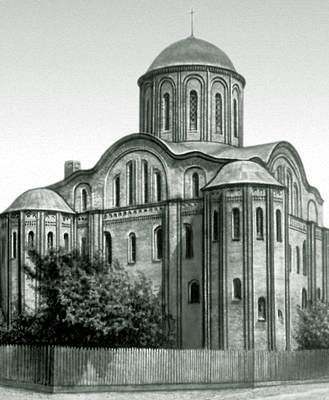
La Iglesia de San Basilio fue construida por Riúrik II en su vótchina en Ovruch.

Riúrik Rostislávich (en ucraniano: Рюрик Ростиславич), Príncipe de Nóvgorod (1170-1171), Bélgorod Kíevski, actual Bilogorodka (1173-1194), Gran Príncipe de Kiev (1173, 1180-1182, 1194-1202, 1203-1205, 1206, 1207-1210), príncipe de Chernígov (1210-1214).
Riúrik era el hijo de Rostislav I, y los conflictos de sucesión lo pusieron en el trono de la Rus de Kiev seis veces. En 1182, gobernó junto a Sviatoslav III de Kiev, un acuerdo que duró hasta la muerte de Sviatoslav en 1194. Riúrik gobernó entonces solo hasta 1199, cuando su reinado fue impugnado por Román el Grande, quien depuso a Riúrik. 
Luego de un breve paso por Chernígov, donde construyó la iglesia de San Paraskeva, Riúrik, junto a sus parientes y una armada cumana, atacó y saqueó Kiev en 1203, pero fue repelido hasta la muerte de Román en 1205. Riúrik había sido confinado a un monasterio en 1204, pero abandonó los votos sagrados y regresó al trono. 
Su primo, Vsévolod, consideraba que los antiguos votos sagrados de Riúrik invalidaban su autoridad, por lo que atacó y tomó brevemente Kiev en 1206, 1207, y 1211. Logró capturar a Riúrik, quien murió en cautiverio en Chernígov.
Riúrik se casó con Ana de Túrov; juntos tuvieron a Rostislav II de Kiev.